# Piensa en mí
«Piensa en mí» es una canción escrita en 1935 por el compositor mexicano Agustín Lara y su hermana María Teresa Lara. Esta canción fue popularizada en la película Revancha de 1948.

## Versiones de la canción
- La Sonora Santanera en su álbum Viajando y bailando con la Sonora Santanera (1966)
- Danny Rivera en su álbum Serenata (1979)
- Luz Casal en la banda sonora de la película Tacones lejanos de Pedro Almodóvar (1991)
- Chavela Vargas en el álbum Macorina (1994)
- Alejandro Fernández en su álbum recopilatorio Grandes éxitos a la manera de Alejandro Fernández (1994)
- Marinella en el álbum en directo Me Varka To Tragoudi (1999)
- María Villalón en su álbum de estudio Te espero aquí (2007)
- Pink Martini en el álbum Splendor in the Grass (2009)
- Pedro Guerra en el álbum Contigo en la distancia (Versiones vol. 2) (2010)
- Denise Gutiérrez en el álbum de Alondra de la Parra Travieso Carmesí (2011)
- Roberto Alagna en el álbum Pasión (2011)
- Natalia Lafourcade junto a Vicentico en el álbum Mujer divina, homenaje a Agustín Lara (2012)
- Lila Downs en el álbum Salón, lágrimas y deseo (2017)
- Ángela Aguilar en el álbum Bolero (2024)